# FK Zvijezda 09
Le Fudbalski klub Zvijezda 09  est un club bosnien de football basé à Dvorovi, près de Bijeljina.

## Histoire
Le FK Zvijezda 09 est fondé en 2009.
Le club joue sa première saison en première division bosnienne lors de la saison 2018-2019, terminant à la neuvième place. La saison suivante, le FK Zvijezda 09 termine à la dernière place et est donc relégué en deuxième division.
Son équipe des moins de 19 ans dispute l'UEFA Youth League 2021-2022.